# Acanthopyge
Acanthopyge é um gênero extinto de trilobita que viveu durante o Devoniano. Muito poucos A. consanguinea do Devoniano foram encontrados em Oklahoma, e apenas um punhado de espécimes completos no Marrocos, e muitos dos chamados espécimes Acanthopyge do Marrocos são falsos.